# بادخورک نیانزا
بادخورک نیانزا (نام علمی: Apus niansae) نام یک گونه از سرده بادخورک‌ها است.